# Crypsirina temia
Chim khách (danh pháp khoa học: Crypsirina temia) là một loài chim trong họ Corvidae.
Loài này có phân bố tại các khu rừng và vùng đất cây bụi đất thấp ở nam và đông nam Myanmar, Thái Lan, cực nam Trung Quốc (nam Vân Nam), Lào, Việt Nam, Campuchia cũng như tại Indonesia (Java, Bali).
Nó có các lông ngắn màu đen bóng ở phần trán mượt như nhung còn phần còn lại của thân là màu xanh lục bóng dầu, mặc dù trong ánh sáng lờ mờ thì giống như màu đen. Các lông đuôi dài và rộng ở phần cuối đuôi màu đen với ánh lục, cũng giống như ở phần cánh. Mống mắt màu lam ngọc (lam hơi lục), sẫm dần về phía đồng tử thành rất sẫm hoặc gàn như đen. Mỏ, chân và ngón chân màu đen.
Nó gần như chỉ kiếm ăn trên cây mặc dù thỉnh thoảng có sà xuống đất để tắm. Nó di chuyển giữa các cây rất nhanh nhẹn và sử dụng cái đuôi khác thường của mình làm cơ quan cân bằng. Nó chủ yếu ăn sâu bọ và hoa quả.
Tổ hình chén được làm trong các bụi tre hay các bụi cây, đặc biệt là cây có gai, thường được bao quanh bằng các khu vực cỏ thưa. Chúng đẻ 2–4 trứng.